# Sillus spinifrons
Sillus spinifrons là một loài nhện trong họ Anyphaenidae.
Loài này thuộc chi Sillus. Sillus spinifrons được Cândido Firmino de Mello-Leitão miêu tả năm 1926.